# Réserve naturelle régionale marine du Prêcheur - Albert Falco
La réserve naturelle régionale marine du Prêcheur - Albert Falco (RNR291) est une réserve naturelle régionale marine située en Martinique. Classée en 2014, elle occupe une surface de 603 hectares sur le domaine public maritime. Son nom rend hommage à Albert Falco.

## Localisation

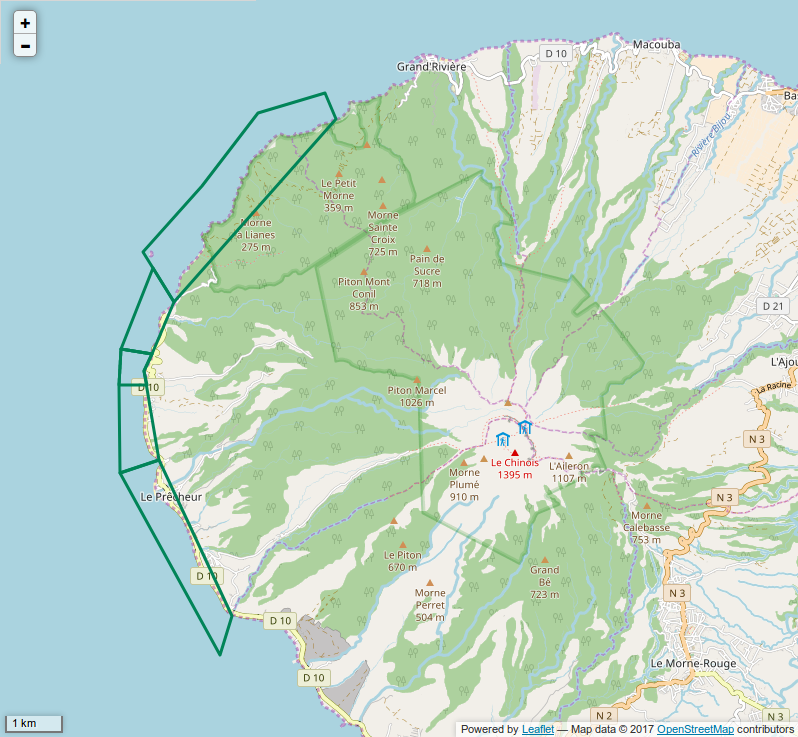
Périmètre de la réserve naturelle.

Le territoire de la réserve naturelle est dans le département de la Martinique, sur la commune du Prêcheur.

## Administration, plan de gestion, règlement

### Outils et statut juridique
La réserve naturelle a été créée par une délibération du conseil régional du 14 octobre 2014.